# SP Aurora
Die Società Polisportiva Aurora war ein Fußballverein aus dem Ort Santa Mustiola in San Marino.
Der Verein wurde 1968 gegründet. Er nahm nach der Gründung der Campionato Sammarinese di Calcio 1985/86 an der Liga teil. Nach dem Abstieg aus der Liga wurde der Verein am 31. August 1987 aufgelöst.